# Tralla La
„Tralla La” este o poveste de benzi desenate cu Scrooge McDuck, scrisă și desenată de Carl Barks. Povestea a fost publicată pentru prima dată în serialul Uncle Scrooge nr. 6 (iunie 1954). În această poveste Scrooge se află în căutarea unui tărâm utopic, în care banii nu au nicio valoare.
Această poveste a încercat să parodieze viziunea utopică a unui tărâm necontaminat de lăcomie, egoism și invidie, așa cum era tărâmul Shangri-La din romanul Orizont pierdut (1933) al lui James Hilton.

## Rezumat
Unchiul Scrooge McDuck are o zi grea la birou și nu se simte mai bine atunci când încearcă să meargă pe stradă ca să se relaxeze. El este urmat de cineva care vrea să obțină niște bani de la dintr-un motiv necunoscut. Stresul acestui mod de viață îl copleșește și personajul suferă o cădere nervoasă. Deși starea sa se îmbunătățește, el nu poate suporta să vadă bani sau să audă vorbindu-se despre ei, deoarece îi asociază cu toate necazurile pe care le are în acel moment. Dorind să se vindece, el caută un loc în care banii nu au nici o importanță. Aude niște zvonuri că ar exista un tărâm numit Tralla La, unde se află o societate pașnică, fără un sistem monetar.
Scrooge și nepoții săi, care sunt alături de el pentru a-l susține în efortul său de vindecare, găsesc în cele din urmă un loc mitic aflat într-o vale adâncă din Munții Himalaya și se parașutează acolo. Acolo ei îl întâlnesc pe Marele Lama și se familiarizează cu o existență mai liniștită decât la care au fost obișnuiți.
Cu toate acestea, pe măsură ce Scrooge pare să se vindece, el nu-și dă seama că este urmărit de propriile probleme. El a adus cu el sticluțe de medicamente, iar capacele acestor sticluțe sunt considerate comori rare în Tralla La. Atunci când aruncă un capac, unchiul Scrooge creează accidental un ciclu de vânzări și cumpărări ce dă naștere unui noi sistem monetar. Prețul capacului atinge niveluri astronomice, iar lăcomia și invidia se instalează în Tralla La. Un locuitor oferă 200 de porci pentru un capa, în timp ce altul se oferă fie servitor timp de 40 de ani. Pentru a rezolva problema, Scrooge organizează sosirea unor avioane care aruncă un miliard de capace cu scopul de cauza devalorizarea capacelor și revenirea localnicilor la viața liniștită de dinainte; capacele devin astfel prea multe și localnicii devin furioși deoarece câmpiile lor sunt acum acoperite cu capace. Rațele trebuie să fugă, deoarece ele par să nu-și poată găsi liniștea nici măcar într-un paradis pământesc.

## Analiză
Mai multe povești anterioare ale lui Barks prezintă stilul de viață al lui Scrooge ca fiind mai degrabă plin de stres, dar aceasta este prima poveste în care personajul își păstrează calmul. Nu este ultima poveste în care personajul este calm, dar poveștile următoare se concentrează rareori pe calmul personajului.
Efortul pe care-l face Scrooge în acest episod nu este pentru a obține un profit sau a găsi o comoară, ci pentru a-și redobândi liniștea și sănătatea. Dar, cum se întâmplă deseori în poveștile lui Barks, personajul nu reușește să se debaraseze de propriile probleme și le aduce cu el. Locuitorii din Tralla La (inspirată de Shangri-La) dovedesc că au o natură egoistă și o lăcomie ca peste tot, iar Barks face un comentariu amar cu privire la natura umană. Interpretarea creatorului Banks este că o societate în care oamenii nu profită unul de pe urma celuilalt este o societate utopică din cauza naturii egoiste a oamenilor.
Tema neputinței de a găsi vreodată liniștea, în ciuda eforturilor uneori disperate ale personajelor, este o temă recurentă a poveștilor lui Barks, dar aici ocupă un loce central. „Tralla La” este considerată una dintre poveștile memorabile ale lui Barks datorită viziunii sale cu privire la umanitate, la paradis și la vulnerabilitatea personajelor sale.
Povestea a fost adaptată mai târziu într-un episod al serialului de desene animate Povești cu Mac-Mac.
Don Rosa a scris o continuare a poveștii, Return to Xanadu Arhivat în 11 iunie 2009, la Wayback Machine., în care se dezvăluie că valea Tralla La este de fapt Xanadu. Return to Xanadu a fost publicată pentru prima dată în Statele Unite ale Americii în serialul Uncle Scrooge nr. 261-262 (decembrie 1991 - ianuarie 1992) și republicată în nr. 357 (septembrie 2006).

## Legături externe
- Tralla La in Carl Barks guidebook